# Rasta Knast
Rasta Knast est un groupe de punk rock allemand, originaire de Celle.

## Histoire
Les deux fondateurs Martin K. et Andreas Höhn découvrent leur préférence pour le punk suédois et enregistrent l'EP Prøbegepøgt en l'espace de deux jours avec trois reprises d'Asta Kask et une chanson propre. Le projet devient un groupe composé d’anciens membres de Wonderprick, Holger et Martin, puis de Carsten en tant que batteur et de Konrad Kittner (ancien Abstürzende Brieftauben) à la basse.
Le premier album intitulé Legal Kriminal est enregistré en janvier 1998 comme un EP, avec Martin K. à la guitare, à la basse, à la batterie et en tant que chanteur, et Andreas Höhn en tant que guitariste et chanteur. Konrad Kittner fait les chœurs. Il comprend  quelques reprises de vieilles chansons punk scandinaves traduites en allemand.
En octobre 1999, sort le deuxième album Die Katze beißt in Draht. Le batteur Carsten est remplacé par Eric, qui quitte le groupe en 2000. La même année, Rasta Knast présente l'EP Turistas alemanes asesin@s, où, avec trois chanteurs punks de Majorque chantent exclusivement en espagnol. L'EP comprend trois reprises de chansons de groupes punks espagnols. en 2000, Phill (ex-Antikörper) est batteur. Lorsque Konrad Kittner doit quitter le groupe pour des raisons de santé, le groupe se sépare à l'été 2000 pour la première fois.
Peu après, Martin K. fait avec Florentin (ex-The Annoyed) à la deuxième guitare et au chant et Thomas « Cpt. Planlos » en bassiste. Le split Varning! avec les Suédois Troublemakers est le premier disque de cette nouvelle formation. Dans la même formation en 2001, le troisième LP Bandera Pirata est enregistré avec deux reprises de reprises de groupes d'Amérique latine. Le split Marcas da revolta avec le groupe brésilien Agrotóxico est enregistré en 2002 et publié en 2003, il ne comprend que des reprises.
À l’automne 2003, le split Kanpai avec le groupe punk japonais Crispy Nuts se fait de nouveau avec une distribution différente : Florentin abandonné sa carrière, Peter, l'ancien leader de Hass vient. Après une tournée au Brésil en 2004, le groupe se sépare une deuxième fois. Pendant ce temps, le bassiste Thomas s'éloigne du groupe. En juin 2005, il continue avec Fratz, le propriétaire du label Hulk Räckorz, comme nouveau bassiste. En septembre 2006, Rasta Knast se sépare de Fratz. Alex Schwers de RodeoRock Produktion commence temporairement à jouer de la basse pour certains concerts et est remplacé par Atti (Kasa, exWKA) à la mi-2007. Peu de temps après sort en 2007 le cinquième album Live in São Paulo.
En raison des distances trop longues (Celle, Hambourg et Prague), le groupe se sépare de Peter et Phill en juin 2008, cependant Peter reste avec le groupe comme roadie. Le groupe est avec Dom (Mighty Mopped) à la basse et Ballo (ex-Gashebel, ex-Kommando-Kap-Hoorn) à la batterie, Atti est seconde guitare. Ballo quitte le groupe, cependant, à l'été 2010, Nils (Reset//Mankind, ex-Kollateral, ex-Not Really) devient le nouveau batteur.
En plus de ses apparitions en Allemagne, le groupe fait des tournées en Suède, en Norvège, au Brésil, au Japon, en Angleterre, en Irlande, en Russie et en Espagne. En attendant, le groupe a son propre label Varning! För Punk Records.
En janvier 2009, l'Ep annoncé depuis plus longtemps Friede, Freude, Untergang vient.
En 2010, Destiny Records publie Tertius Decimus, une compilation à l'occasion du 13e anniversaire qui comprend des chansons de toutes les phases de l'histoire du groupe et certaines sont réenregistrées.
Le 20 juillet 2012, Trallblut, le quatrième album, tire son nom du sous-genre trallpunk.

## Discographie
Albums
- Prøbegepøgt (EP, 1997)
- Legal Kriminal (Mini-LP/CD, 1998/1999)
- Die Katze beißt in Draht (LP/CD, 1999)
- Turistas alemanes asesin@s (EP, 2000)
- Varning! (Split-EP avec Troublemakers, 2000)
- Bandera Pirata (LP/CD, 2001)
- Marcas da revolta (Split-LP/CD avec Agrotóxico, 2003)
- Kanpai (Split-EP avec Crispy Nuts, 2003)
- Live in São Paulo (CD, 2007)
- Friede, Freude, Untergang (EP/MCD, 2008/2009)
- Tertius Decimus (CD 2010)
- Trallblut (LP/CD, 2012)

## Source de la traduction
- (de) Cet article est partiellement ou en totalité issu de l’article de Wikipédia en allemand intitulé « Rasta Knast » (voir la liste des auteurs).